# ムルシリ1世
ムルシリ1世（Muršili I, ? - 紀元前1530年頃）は、ヒッタイトの大王。アナトリアから長駆バビロンまで侵攻し、バビロン第1王朝を崩壊させる。義兄弟に殺害され王位を簒奪された。

## 来歴

紀元前17世紀の古代オリエント

前王ハットゥシリ1世の孫にあたる。ハットゥシリ1世は自分の息子達が謀反を企てたのに怒り、貴族会議を開催してムルシリ1世を後継者とすることを周囲に認めさせた。ハットゥシリ1世の死後、年若くして即位したが、早くから周辺諸国との戦争に従事する。ヒッタイト東方のタウルス山脈とユーフラテス河の間の地域を征服した。このヒッタイト語でキッズワトナと呼ばれる南方地域（後にキリキア地方と呼ばれる）は、彼の南方進出の重要拠点となる。前王以来のシリア方面への拡大政策を継承し、ヤムハド王国のハラプを破壊してシリア地方での国境線を押し広げた。
更に遠くバビロニア方面への遠征を決意し、弱体化していたバビロン第1王朝を攻撃した。紀元前1531年頃のこの遠征で、バビロン王サムス・ディターナを倒し、バビロンを破壊して戦利品を獲得した。しかし、この時ムルシリ1世はバビロンを占領することなく引き上げている。その帰路において、フルリ人の王国も撃破した。このバビロン遠征がなぜ企画されたのかは分かっていない。また、バビロニア側にもヒッタイト側にもほとんど記録されておらず、「ムルシリ1世がバビロンを破壊し、捕虜と戦利品をハットゥシャに運んだ」としか記述されていない。しかし、この遠征がヒッタイトの威信を高めたことは間違いないと考えられる。一方権力の空白状態が出現したバビロニアはカッシート人の支配するところとなり、それは400年続くことになる。
この遠征の最中、本国ではムルシリの義兄弟にあたるハンティリがクーデターを企図しており、ムルシリ1世は帰還してすぐに暗殺され、王位を奪われた。ムルシリの即位を承服しない貴族が多かったためと推測される。ムルシリはバビロン遠征を敢行した大王として名高いが、その治世の詳細は不明である。

## 註
1. ↑  中年代編年による年代。高年代編年で紀元前1595年、低年代編年では紀元前1507年とされる。